# Štitasti cvat
U botanici, štit je cvat koji se sastoji od niza kratkih cvjetnih stabljika (nazvanih cvjetne peteljke) koje se šire iz zajedničke točke, pomalo poput rebara kišobrana. Raspored može varirati od ravnog vrha do gotovo sfernog. Štitovi mogu biti jednostavni ili složeni. Sekundarni štitovi složenih štitova poznati su kao umbelule ili štitasti cvjetovi. Mali štitasti cvijet naziva se štitasti cvijet. Raspored cvatova u štitastim cvjetovima naziva se štitasti, ili povremeno subštitasti (gotovo štitasti).
Štitovi su karakteristični za biljke poput mrkve, peršina, kopra i komorača iz porodice Apiaceae; bršljana, aralije i fatsije iz porodice Araliaceae; te luka (Allium) iz porodice Alliaceae.
Štit je vrsta neodređenog cvata Zbijeni cvatovi, koji je determinantna cvatnja, naziva se umbelliformnim ako podsjeća na štitastu cvatnju.

## Galerija
- Složeni štit Conioselinum pacificum (Apiaceae)
- Složeni štit divlje mrkve, Daucus carota (Apiaceae)
- Jednostavan štit Fatsia japonica (Araliaceae)
- Primula veris
- Štit Pelargonium zonale
- Daucus carota - pogled odozdo na štit

## Daljnje čitanje
- Hinderer, Walter; Noé, Wolfgang; Seitz, Hanns Ulrich. 1983. Differentiation of metabolic pathways in the umbel of Daucus carota. Phytochemistry. 22 (11): 2417–2420. Bibcode:1983PChem..22.2417H. doi:10.1016/0031-9422(83)80131-9. ISSN 0031-9422
- Toben, H.-M.; Rudoph, K. 1996. Pseudomonas syringae pv. coriandricola, Incitant of Bacterial Umbel Blight and Seed Decay of Coriander (Coriandrum sativum L.) in Germany. Journal of Phytopathology. 144 (4): 169–178. Bibcode:1996JPhyt.144..169T. doi:10.1111/j.1439-0434.1996.tb01510.x. ISSN 0931-1785
- Peterson, L. E.; Clark, R. J.; Menary, R. C. 1993. Umbel Initiation and Stem Elongation in Fennel(Foeniculum vulgare)Initiated by Photoperiod. Journal of Essential Oil Research. 5 (1): 37–43. doi:10.1080/10412905.1993.9698168. ISSN 1041-2905